# Dactylopodella incerta
Dactylopodella incerta är en kräftdjursart som beskrevs av Gilbert Henry Hicks 1989. Dactylopodella incerta ingår i släktet Dactylopodella och familjen Pseudotachidiidae. Inga underarter finns listade i Catalogue of Life.